# Antti Autti
Antti-Matias Antero Autti (ur. 15 marca 1985 w Rovaniemi) – fiński snowboardzista, czterokrotny medalista mistrzostw świata.

## Kariera
Po raz pierwszy na arenie międzynarodowej pokazał się 23 października 2001 w Kaunertal, gdzie podczas zawodów Pucharu Europy zajął ósme miejsce w half-pipe’ie. W 2002 wystartował na mistrzostwach świata juniorów w Rovaniemi, gdzie był siódmy w tej konkurencji. Na rozgrywanych rok później mistrzostwach świata juniorów w Prato Nevoso zajął jedenaste miejsce.
W zawodach Pucharu Świata zadebiutował 7 grudnia 2001 w Whistler, zajmując 29. miejsce w halfpipe’ie. Tym samym już w swoim debiucie wywalczył pierwsze pucharowe punkty. Na podium zawodów tego cyklu po raz pierwszy stanął cztery dni później w tej samej miejscowości, kończąc rywalizację w Big Air na trzeciej pozycji. W zawodach tych wyprzedzili go jedynie dwaj rodacy: Jukka Erätuli i Risto Mattila. Najlepsze wyniki osiągnął w sezonie 2003/2004, kiedy to zajął drugie miejsce w klasyfikacji halfpipe’a. W tej samej klasyfikacji był też trzeci w sezonie 2001/2002 oraz czwarty w sezonie 2005/2006.
Największe sukcesy osiągnął w 2005, kiedy podczas mistrzostw świata w Whistler zdobył dwa złote medale. Najpierw zwyciężył w big air, pokonując Matevža Peteka ze Słowenii i Szweda Andreasa Jakobssona. Dzień później był najlepszy w halfpipe’ie, wyprzedzając Kanadyjczyka Justina Lamoureux i Kima Christiansena z Norwegii. Na rozgrywanych dwa lata wcześniej mistrzostwach świata w Kreichsbergu był trzeci w big air, ulegając tylko Mattili i Szwedowi Simonowi Axowi. Na tych samych mistrzostwach zajął również czwarte miejsce w halfpipe’ie, przegrywając walkę o medal ze Stevenem Fisherem z USA. Wywalczył ponadto srebrny medal w big air na mistrzostwach świata w Arosie w 2007, rozdzielając na podium Francuza Mathieu Crepela i kolejnego Fina, Janne Korpiego. W 2006 wystartował na igrzyskach olimpijskich w Turynie kończąc rywalizację w halfpipe’ie na piątej pozycji.
Zawodnik teamu Flow.

## Osiągnięcia

### Igrzyska olimpijskie
| Miejsce | Dzień     | Rok  | Miejscowość | Konkurencja | Zwycięzca   |
| ------- | --------- | ---- | ----------- | ----------- | ----------- |
| 5.      | 12 lutego | 2006 | Turyn       | Halfpipe    | Shaun White |

### Mistrzostwa świata
| Miejsce | Dzień       | Rok  | Miejscowość | Konkurencja | Zwycięzca        |
| ------- | ----------- | ---- | ----------- | ----------- | ---------------- |
| 4.      | 17 stycznia | 2003 | Kreischberg | Halfpipe    | Markus Keller    |
| 3.      | 18 stycznia | 2003 | Kreischberg | Big Air     | Risto Mattila    |
| 1.      | 21 stycznia | 2005 | Whistler    | Big Air     | -                |
| 1.      | 22 stycznia | 2005 | Whistler    | Halfpipe    | -                |
| 2.      | 19 stycznia | 2007 | Arosa       | Big Air     | Mathieu Crepel   |
| 5.      | 20 stycznia | 2007 | Arosa       | Halfpipe    | Mathieu Crepel   |
| 10.     | 20 stycznia | 2011 | La Molina   | Halfpipe    | Nathan Johnstone |

### Puchar Świata

#### Miejsca w klasyfikacji generalnej
- sezon 2001/2002: -
- sezon 2002/2003: -
- sezon 2003/2004: -
- sezon 2004/2005: -
- sezon 2005/2006: 28.
- sezon 2006/2007: 162.
- sezon 2007/2008: 83.
- sezon 2008/2009: 121.
- sezon 2009/2010: 27.
  - AFU[1]
- sezon 2010/2011: 84.
- sezon 2013/2014: 46.

#### Miejsca na podium
1. Whistler – 11 grudnia 2001 (Big Air) - 3. miejsce
2. Kreischberg – 25 stycznia 2002 (halfpipe) - 2. miejsce
3. Kreischberg – 27 stycznia 2002 (Big Air) - 3. miejsce
4. Ruka – 13 marca 2002 (halfpipe) - 2. miejsce
5. Valle Nevado – 13 września 2002 (halfpipe) - 3. miejsce
6. Berlin – 26 października 2002 (Big Air) - 3. miejsce
7. Sapporo – 2 marca 2003 (halfpipe) - 2. miejsce
8. Valle Nevado – 13 września 2003 (halfpipe) - 1. miejsce
9. Tandådalen – 5 grudnia 2003 (halfpipe) - 1. miejsce
10. Stoneham – 20 grudnia 2003 (halfpipe) - 1. miejsce
11. Sapporo – 22 lutego 2004 (halfpipe) - 1. miejsce
12. Jōetsu – 28 lutego 2004 (halfpipe) - 2. miejsce
13. Bardonecchia – 10 lutego 2005 (halfpipe) - 1. miejsce
14. Bardonecchia – 11 lutego 2005 (halfpipe) - 2. miejsce
15. Valle Nevado – 14 września 2005 (halfpipe) - 3. miejsce
16. Valle Nevado – 15 września 2005 (halfpipe) - 1. miejsce
17. Saas-Fee – 21 października 2005 (halfpipe) - 2. miejsce
18. Rotterdam – 7 października 2007 (Big Air) - 3. miejsce
19. Stoneham – 22 stycznia 2010 (halfpipe) - 3. miejsce

- W sumie 6 zwycięstw, 6 drugich i 7 trzecich miejsc.